# Pleasant Hope
Pleasant Hope és una població dels Estats Units a l'estat de Missouri. Segons el cens del 2000 tenia 548 habitants.

## Demografia
Segons el cens del 2000, Pleasant Hope tenia 548 habitants, 209 habitatges, i 142 famílies. La densitat de població era de 251,9 habitants per km².
Dels 209 habitatges en un 41,6% hi vivien nens de menys de 18 anys, en un 51,7% hi vivien parelles casades, en un 14,4% dones solteres, i en un 31,6% no eren unitats familiars. En el 28,2% dels habitatges hi vivien persones soles el 16,7% de les quals corresponia a persones de 65 anys o més que vivien soles. El nombre mitjà de persones vivint en cada habitatge era de 2,62 i el nombre mitjà de persones que vivien en cada família era de 3,23.
Per edats la població es repartia de la següent manera: un 30,8% tenia menys de 18 anys, un 11,1% entre 18 i 24, un 29,7% entre 25 i 44, un 17,7% de 45 a 60 i un 10,6% 65 anys o més.
L'edat mediana era de 30 anys. Per cada 100 dones de 18 o més anys hi havia 80,5 homes.
La renda mediana per habitatge era de 31.250 $ i la renda mediana per família de 35.625 $. Els homes tenien una renda mediana de 27.500 $ mentre que les dones 16.842 $. La renda per capita de la població era de 12.657 $. Entorn del 14,4% de les famílies i el 16,7% de la població estaven per davall del llindar de pobresa.

## Poblacions més properes
El següent diagrama mostra les poblacions més properes.